# اوسامو هایاشی
اوسامو هایاشی (انگلیسی: Osamu Hayashi؛ زادهٔ ۲ سپتامبر ۱۹۶۵) مربی (دانشگاه)، شخصیت‌های تلویزیونی در ژاپن، و مجری تلویزیون اهل ژاپن است.